# Фиери (округ)
Фиери (алб. Rrethi i Fierit) — один из 36 округов Албании, расположенный на юго-западе страны.
Округ занимает территорию 850 км² и относится к области Фиери. Административный центр — город Фиери.
Фиери — древний город, известный как Аполлония Иллирийская, где некоторое время учился знаменитый римский оратор Цицерон.

## Географическое положение
Округ расположен в южной части равнины Мюзеке. Лишь на юго-востоке она переходит в холмы.
Округ относится к пяти самым густонаселённым округам Албании. Большая часть населения по-прежнему живёт в сельской местности. Самые крупные населённые пункты округа: Фиери (60 000 чел.), Патос (22 700 чел.) и Росковец (6 600 чел.).

## Экономика и промышленность
Первостепенное значение для экономики округа имеет нефтяное месторождение в восточной части округа. Регион считается промышленно развитым.
Интересными для туристов в будущем могут стать руины античного города Аполлония. Побережье Адриатического моря тоже еще не освоено.

## Административное деление
Округ Фиери состоит из 3 городов: Фиери, Патос, Росковец и коммун: Cakran, Dërmenas, Frakull, Kuman, Kurjan, Levan, Libofsha, Mbrostar, Portëz, Qënder Çlir, Ruzhdija, Struma, Topoja, Zharëz.